# جمعة العامري (ذمار)
جمعة العامري هي إحدى قرى الجمهورية اليمنية. تتبع جغرافيا لمحافظة ذمار وإداريًا لمديرية جبل الشرق. يبلغ تعداد سكانها 1025 نسمة حسب الإحصاء الذي أجري عام 2004.